# Lotte Munk
Lotte Munk (født 8. oktober 1969 i Hals) er en dansk skuespiller. 
Munk er uddannet fra Skuespillerskolen ved Aarhus Teater i 1995. 
Hun blev især kendt for sin rolle i Forbrydelsen II.

## Filmografi
- Idioterne (1998) – Britta
- Familien Gregersen (2005) – Festgæst
- De fortabte sjæles ø (2007) – Magenta
- MollyCam (2008) – Politimands kone
- Hvidstengruppen (2012) - Erna Larsen
- Ramt (2017) - Anne

### Tv-serier
- Hotellet, afsnit 19 (2001) – Anja
- Ørnen, afsnit 4-5, 8 (2004) – Dorte Lund Olsen
- Klovn, afsnit 47 (2008) – Pernille
- Forbrydelsen II, afsnit 4-5 (2009) – Lisbet Thomsen
- Broen II, afsnit.2-10 (2013) - Caroline Brandstrup
- Tomgang, afsnit 4 (2014) - Hårlæge
- Dicte 3, afsnit 10 (2016) -  Sanne
- Bedrag 3, afsnit 1 (2019) - Læge

## Eksterne links
- Personlig hjemmeside
- Lotte Munk på danskefilm.dk
- Lotte Munk på Internet Movie Database (engelsk)
- Lotte Munk på Filmdatabasen
- Lotte Munk Fure på Filmdatabasen